# Arena Sheriff
Arena Sheriff  este cel mai mare stadion de fotbal din Transnistria, Republica Moldova. Pe această arenă își desfășoară meciurile de acasă echipele FC Sheriff Tiraspol și FC Tiraspol.

## Galerie

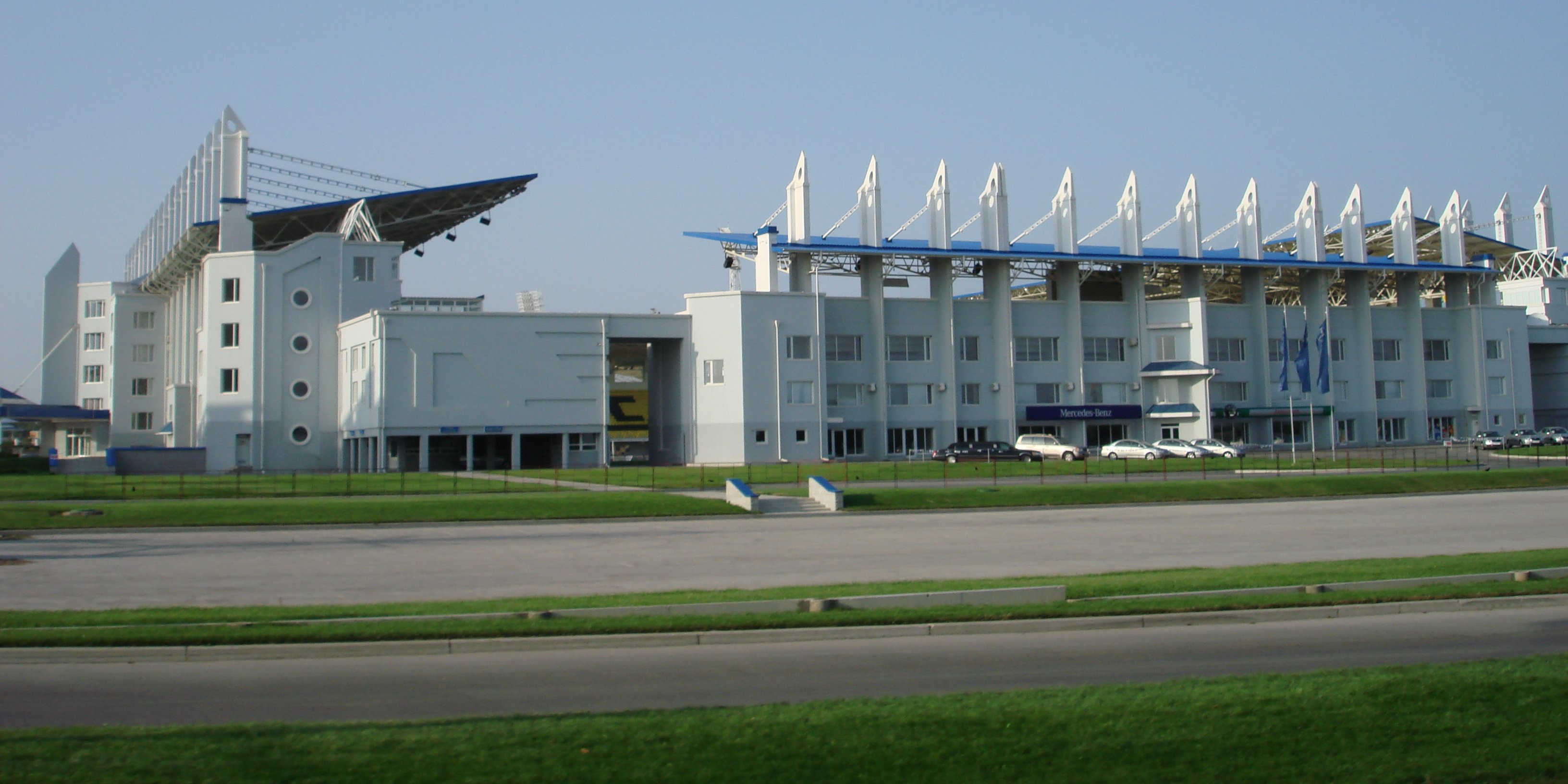
Stadionul Sheriff în Tiraspol
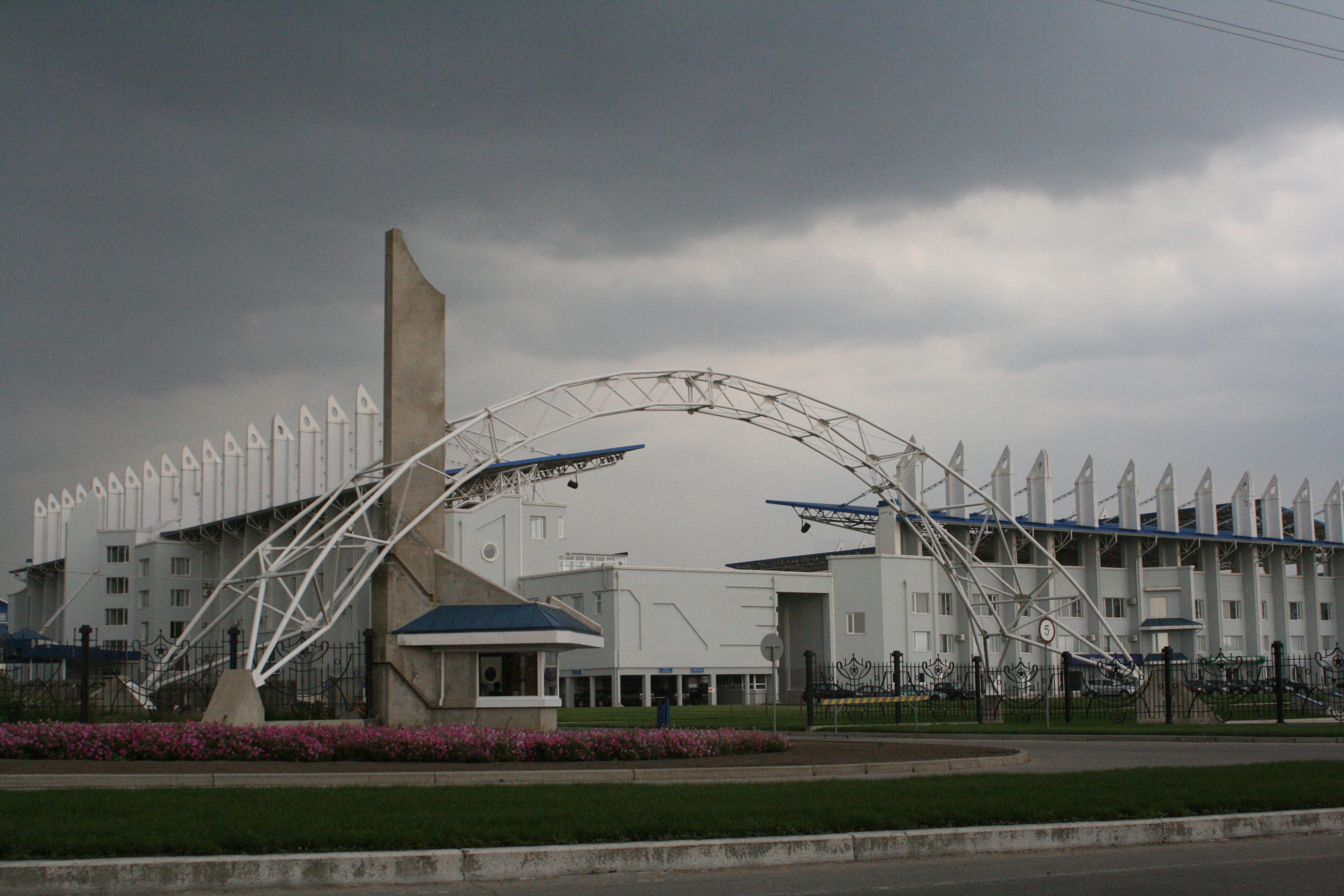
Stadionul Sheriff în Tiraspol
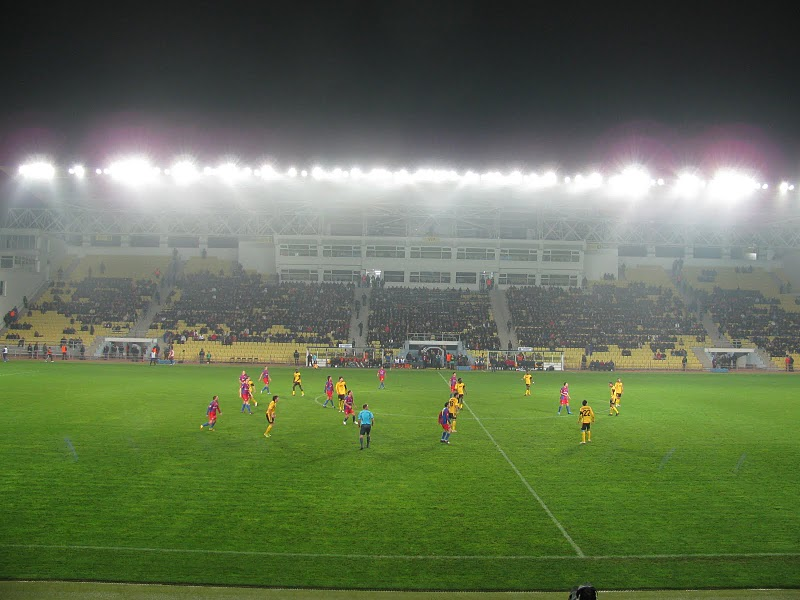
Stadionul Sheriff în timpul unui meci UEFA Europa League